# Hysteria (альбом)
| Оценки критиков | Оценки критиков |
| Источник        | Оценка          |
| --------------- | --------------- |
| Allmusic        | [ 4 ]           |
| Роберт Кристгау | (C)             |
| Rolling Stone   | [ 6 ]           |
| Sputnik Music   | [ 7 ]           |

Hysteria (с англ. — «Истерия») — четвёртый студийный альбом группы Def Leppard, вышедший в 1987 году. Выпущен одновременно в форматах грампластинки и компакт-диска.
На сегодняшний день это наиболее популярный альбом группы: достигнуты вершины чартов Billboard 200 и UK Albums Chart, выпущено 6 синглов, ставших хитами, продано 20 миллионов копий. Hysteria находится на 21-й позиции в рейтинге «100 лучших рок-альбомов всех времён» по версии журнала Classic Rock и на 464-м месте в списке 500 лучших альбомов всех времён по версии журнала Rolling Stone.Альбом является продолжением прорыва группы 1983 года Pyromania. Создание Hysteria заняло более трёх лет и сопровождалось задержками, включая последствия несчастного случая с барабанщиком Риком Алленом, который стоил ему левой руки 31 декабря 1984 года . После выхода альбома Def Leppard опубликовали книгу под названием Animal Instinct: The Def Leppard Story, написанную старшим редактором журнала Rolling Stone Дэвидом Фрике, о трёхлетнем процессе записи Hysteria и трудных временах, которые группа пережила в середине 1980-х годов. Продолжительностью 62 минуты и 32 секунды, это самый длинный студийный альбом группы на сегодняшний день.
Hysteria был третьим альбомом группы, спродюсированным Робертом Джоном «Маттом» Лангом. Название альбома было придумано Алленом в связи с его автокатастрофой, ампутацией руки и последующим освещением этого события в мировых СМИ. Это последний альбом, в котором участвовал гитарист Стив Кларк перед его смертью в 1991 году, хотя песни, написанные им в соавторстве, появятся на следующем альбоме группы Adrenalize (1992).

## Об альбоме
Процесс создания альбома занял 3 года; за это время группа перенесла ряд потрясений, например, автокатастрофу 31 декабря 1984 года, в результате которой барабанщик группы, Рик Аллен, лишился левой руки.
Продюсером альбома выступил Матт Ланг. Название альбома придумал Рик Аллен, имея в виду произошедший с ним несчастный случай и его широкое освещение в СМИ. Это последний альбом с гитаристом Стивом Кларком (следующий альбом, Adrenalize, будет содержать написанные им композиции).
Альбом получил признание критиков. Журнал Q поставил Hysteria на 98-е место среди «Лучших альбомов всех времён», в 2003 году альбом оказался на 472-м месте в списке 500 лучших альбомов всех времён по версии журнала Rolling Stone.
Вслед за выходом Hysteria Def Leppard выпускают книгу под названием «Animal Instinct: The Def Leppard Story», написанную главным редактором журнала Rolling Stone Дэвидом Фрике. В ней описывается процесс записи Hysteria и испытания, свалившиеся на группу в то время.
В 2006 году вышло делюкс-издание альбома, включающее 15 дополнительных композиций — 4 на первом диске и 11 на втором — как ремиксов, так и концертных исполнений.

## Список композиций
Все песни написаны Стивом Кларком, Филом Колленом, Джо Эллиоттом, Маттом Лангом и Риком Сэвиджем.
| №   | Название                | Длительность |
| --- | ----------------------- | ------------ |
| 1.  | «Women»                 | 5:41         |
| 2.  | «Rocket»                | 6:37         |
| 3.  | «Animal»                | 4:02         |
| 4.  | «Love Bites»            | 5:46         |
| 5.  | «Pour Some Sugar on Me» | 4:25         |
| 6.  | «Armageddon It»         | 5:21         |
| 7.  | «Gods of War»           | 6:37         |
| 8.  | «Don't Shoot Shotgun»   | 4:26         |
| 9.  | «Run Riot»              | 4:39         |
| 10. | «Hysteria»              | 5:54         |
| 11. | «Excitable»             | 4:19         |
| 12. | «Love and Affection»    | 4:37         |

### Бонус-диск на Deluxe Edition
| №   | Название | Автор(ы) | Длительность |
| --- | --- | --- | ------------ |
| 1.  | «Elected» (концерт в Тилбурге, Нидерланды) | Элис Купер, Dennis Dunaway, Glen Buxton, Michael Bruce, Neal Smith                                                                                | 4:18         |
| 2.  | «Love and Affection» (концерт в Тилбурге, Нидерланды)                                                                                              | | 4:50         |
| 3.  | «Billy's Got a Gun» (концерт в Тилбурге, Нидерланды)                                                                                               | | 5:21         |
| 4.  | «Rock of Ages (Medley) (концерт в Тилбурге, Нидерланды) - «Not Fade Away» - «My Generation» - «Radar Love» - «Come Together» - «Whole Lotta Love»» | Эллиот, Кларк, Ланг Бадди Холли, Норман Пити Пит Таунсенд Барри Хэй, Джордж Куйманс Джон Леннон, Пол МакКартни Пейдж, Плант, Джонс, Бонэм, Диксон | 8:42         |
| 5.  | «Women» (концерт в Денвере) | | 6:29         |
| 6.  | «Animal» (extended version) | | 4:40         |
| 7.  | «Pour Some Sugar on Me» (extended version) | | 5:37         |
| 8.  | «Armageddon It» (The Nuclear mix) | | 7:41         |
| 9.  | «Excitable» (Orgasmic mix) | | 6:25         |
| 10. | «Rocket» (Lunar mix) | | 8:42         |
| 11. | «Release Me» | | 3:31         |

- дорожки 1—4 записаны на концерте в Тилбурге, (Голландия), в июне 1987
- дорожка 5 записана на концерте в Денвере, (США), в 1988 году

## Сертификации
| Страна         | Компания | Сертификация  |
| -------------- | -------- | ------------- |
| Австралия      | ARIA     | 4xплатиновый  |
| Великобритания | BPI      | 2xплатиновый  |
| Канада         | CRIA     | 9xплатиновый  |
| США            | RIAA     | 12xплатиновый |